# Palazzo al Piano
Il Castello di Palazzo al Piano è situato nel comune di Sovicille, su di una altura posta sotto il poggio di Caprazzoppa, nella Montagnola Senese, lungo la strada statale 541, Traversa Maremmana, che, da Colle di Val d'Elsa conduce alla colonna di Montarrenti.

## Storia e descrizione
In origine la struttura medievale era chiamata Castello Balbiano, poi mutata in Palpiano, ma l'attuale edificio venne modificato nel XIX secolo. Il castello viene citato in alcuni documenti risalenti al XII secolo, tra questi una bolla del 1156 con cui viene confermato tra i privilegi della pieve di Radicondoli. Della struttura originaria fanno attualmente parte solo il basamento, ed il lato est.
Da sempre appartenuto alla nobile e patrizia famiglia senese dei Lucherini, all'estinzione di quel ramo della famiglia, fu trasmesso con fidecommesso dal conte Palatino Alcibiade Lucherini, con un testamento del 15 dicembre 1644, al figlio adottivo Francesco Lucherini Bellanti e a sua volta al di lui figlio Alcibiade Lucherini Bellanti. All'estinzione dei Bellanti, fu trasmessa nuovamente al figlio adottivo di questi, Galgano Lucherini Saracini, con l'obbligo di mantenere in perpetuo, per tutta la discendenza, il cognome e l'arma dei Lucherini, come risulta dal testamento redatto il 4 gennaio 1719 dal notaio Francesco Capezzi di Siena. Dai Lucherini Saracini passò infine alla famiglia Chigi, che in virtù di un ulteriore fidecommesso diventarono perciò Chigi Lucherini Saracini; Fabio (1848-1906), l'ultimo erede, assunse appunto il cognome di Chigi-Lucherini-Saracini.
L'Amministrazione Provinciale di Siena ha in affidamento la gestione della proprietà, che comprende i terreni che lo circondano e il vicino castello di Montarrenti in Provincia di Siena. Una ristrutturazione è in corso, per il recupero del complesso, da destinare ad Accademia per l'alta formazione turistica. Sono stati ristrutturati gli spazi interni da adibire a camere, sale riunioni e spazi comuni. È prevista inoltre la realizzazione di una zona per la ristorazione e una sala convegni. Un secondo stralcio di lavori prevede la ristrutturazione degli edifici adiacenti al castello e la realizzazione di servizi e aule per la didattica. Tutto il progetto rientra in un contesto più ampio che prevede la valorizzazione, non solo turistica, del territorio della Montagnola senese.

## Consistenza
L’immobile è costituito da un castello (corpo principale) e da due piccoli annessi separati. Comprende tutta l’area circostante, che in parte costituiva il parco del castello.
Il castello si sviluppa su tre piani oltre ad un seminterrato e ad una torre di sei piani che si innalza al centro del corpo principale.
La sua tipologia costruttiva è in pietra con solai in legno; le strutture portanti delle coperture sono in legno con soprastante manto di copertura in tegole di laterizio, mentre la torre è a copertura piana a terrazzamento.
È sito all’interno del sistema della Montagnola Senese, in zona agricola, in un contesto ambientale di sicuro rilievo ed importanza paesaggistica, facente parte dell’ex Tenuta di Palazzo al Piano, dista circa 10 Km dal comune capoluogo ed a circa 2 km dalla strada provinciale 541.